# Acacia fuliginea
Acacia fuliginea é uma espécie de leguminosa do gênero Acacia, pertencente à família Fabaceae.